# Бобринецький шлях (Кропивницький)
Вулиця Бобринецький шлях — вулиця в Кропивницькому, яка тягнеться від в їзду в місто зі сторони Бобринецького кільця  до вулиці Великої Пермської.

## Історія
Зародившись ще в роки становлення міста, вулиця відігравала важливу роль, проте до початку XX століття її важко було назвати вулицею, оскільки обабіч неї чи хоча б з одного боку ніяких будівель не було. Ліворуч знаходилися дачі міської знаті — офіцерів, поміщиків, купців, праворуч — левади. Тільки на початку XX століття вулиця почала інтенсивніше забудовуватись житловими будинками.
Ця вулиця була відрізком великого Чорного шляху, який ще з часів Запорозької Січі з'єднував провідні міста Російської імперії та Польщі з Чорним морем. З криму чумаки доставляли сіль, а з-за кордону — товари для торгівлі.
Пізніше козаки облаштували так звані поштові гони, які потім називалися поштовими трактами. Один з них проходив із Миколаєва до Кременчука, пролягав через Бобринець, село Сасівку теперішнього Компаніївського району, Єлисаветград, Нову Прагу, Олександрію, далі на Полтаву і Харків. Це був найкоротший шлях від Одеси та Миколаєва до Єлисаветграда: поштові ямщики долали його за 15 годин.